# Gottfrida Swenson
Gottfrida Swenson, född 19 juni 1882 i Sverige, död okänt år, var en svensk-amerikansk målare.
Swenson studerade konst för Delécluse Delecluse i Paris och för den svensk-amerikanske målaren Knute Heldner. Hon var under flera årtionden bosatt och verksam i Daluth, Minnesota. Hon ställde huvudsakligen ut med Daluth Art Society.  